# 松本作衛
松本 作衛（まつもと さくえ、1924年（大正13年）9月14日 - 2007年（平成19年）8月29日）は、日本の農林官僚。農林水産事務次官。茨城県出身。

## 来歴
茨城県立水海道中学校、弘前高等学校を経て東京大学経済学部経済学科卒業後、農林省入省。農林経済局金融課長、林野庁林政部林政課長、大臣官房予算課長、国土庁土地局次長などを経て、国土庁土地局長（1977年）、初代農水省官房長（1978年）、食糧庁長官（1979年）となり、1981年（昭和56年）に農林水産事務次官に就任。
退官後は農林漁業金融公庫総裁（1984年）、農林水産技術会議会長（1991年）、農業者大学校校長（1995年）を歴任した。
2007年8月29日、急性心不全により、82歳で死去。
つくばみらい市にある松本の屋敷は、現在NPO法人「古瀬の自然と文化を守る会」が管理しており、都市―農村交流の拠点施設として使われている。